# Szenegál az 1968. évi nyári olimpiai játékokon
Szenegál a mexikói Mexikóvárosban megrendezett 1968. évi nyári olimpiai játékok egyik részt vevő nemzete volt. Az országot az olimpián 2 sportágban 21 sportoló képviselte, akik érmet nem szereztek.

## Atlétika
Férfi
| Versenyző                                                        | Versenyszám     | Előfutam | Előfutam | Előfutam | Negyeddöntő | Negyeddöntő | Negyeddöntő | Elődöntő | Elődöntő | Elődöntő | Döntő   | Döntő    |
| Versenyző                                                        | Versenyszám     | Idő      | Hely.    | Össz.    | Idő         | Hely.       | Össz.       | Idő      | Hely.    | Össz.    | Idő     | Helyezés |
| ---------------------------------------------------------------- | --------------- | -------- | -------- | -------- | ----------- | ----------- | ----------- | -------- | -------- | -------- | ------- | -------- |
| Barka Sy                                                         | 100 m           | 10,61    | 5.       | 44.      | kiesett     | kiesett     | kiesett     | kiesett  | kiesett  | kiesett  | kiesett | kiesett  |
| Amadou Gakou                                                     | 400 m           | 45,39    | 1.       | 1.       | 45,56       | 1.          | 4.          | 45,17    | 1.       | 4.       | 45,01   | 4.       |
| Papa M'Baye N'Diaye                                              | 800 m           | 1:51,31  | 4.       | 29.      |             |             |             | kiesett  | kiesett  | kiesett  | kiesett | kiesett  |
| Édouard Sagna                                                    | 1500 m          | 4:04,12  | 10.      | 44.      |             |             |             | kiesett  | kiesett  | kiesett  | kiesett | kiesett  |
| Mamadou Sarr                                                     | 400 m gát       | 51,58    | 4.       | 20.      |             |             |             | 52,20    | 8.       | 15.      | kiesett | kiesett  |
| Amadou Gakou Daour M'baye Guèye Papa M'Baye N'Diaye Mamadou Sarr | 4 × 400 m váltó | 3:06,94  | 4.       | 11.      |             |             |             |          |          |          | kiesett | kiesett  |

| Versenyző     | Versenyszám | Selejtező | Selejtező | Döntő    | Döntő    |
| Versenyző     | Versenyszám | Eredmény  | Helyezés  | Eredmény | Helyezés |
| ------------- | ----------- | --------- | --------- | -------- | -------- |
| Clément Sagna | Távolugrás  | 731 cm    | 27.       | kiesett  | kiesett  |
| Laurent Sarr  | Távolugrás  | 761 cm    | 20.       | kiesett  | kiesett  |
| Mansour Dia   | Hármasugrás | 16,58 m   | 2.        | 16,73 m  | 8.       |

## Kosárlabda
| Szenegáli férfi kosárlabdacsapat-játékoskeret                                                                     | Szenegáli férfi kosárlabdacsapat-játékoskeret                                                               |
| --- | --- |
| - Doudas Leydi Camara - Claude Constantino - Babacar Dia - Mansour Diagne - Papa Malick Diop - Cheikh Amadou Fall | - Alioune Badara Guèye - Moussa Narou N'Diaye - Claude Sadio - Babacar Seck - Moussa Séne - Boubacar Traoré |

### Eredmények
Csoportkör
A csoport
| Csapat                 | M | Gy | V | P+  | P–  | Pk   |
| ---------------------- | - | -- | - | --- | --- | ---- |
| Egyesült Államok (USA) | 7 | 7  | 0 | 599 | 392 | +207 |
| Jugoszlávia (YUG)      | 7 | 6  | 1 | 592 | 511 | +81  |
| Olaszország (ITA)      | 7 | 5  | 2 | 562 | 539 | +23  |
| Spanyolország (ESP)    | 7 | 4  | 3 | 557 | 548 | +9   |
| Puerto Rico (PUR)      | 7 | 3  | 4 | 493 | 468 | +25  |
| Panama (PAN)           | 7 | 2  | 5 | 572 | 624 | –52  |
| Fülöp-szigetek (PHI)   | 7 | 1  | 6 | 525 | 636 | –111 |
| Szenegál (SEN)         | 7 | 0  | 7 | 383 | 565 | –182 |

| 1968. október 13. | Puerto Rico (PUR) | 69 – 26 | Szenegál (SEN) |  |
| 1968. október 13. | (31–18)           |         |                |  |

| 1968. október 14. | Egyesült Államok (USA) | 93 – 36 | Szenegál (SEN) |  |
| 1968. október 14. | (44–15)                |         |                |  |

| 1968. október 15. | Jugoszlávia (YUG) | 84 – 65 | Szenegál (SEN) |  |
| 1968. október 15. | (40–33)           |         |                |  |

| 1968. október 16. | Olaszország (ITA) | 81 – 55 | Szenegál (SEN) |  |
| 1968. október 16. | (41–24)           |         |                |  |

| 1968. október 18. | Spanyolország (ESP) | 64 – 54 | Szenegál (SEN) |  |
| 1968. október 18. | (30–24)             |         |                |  |

| 1968. október 19. | Fülöp-szigetek (PHI) | 80 – 68 | Szenegál (SEN) |  |
| 1968. október 19. | (33–29)              |         |                |  |

| 1968. október 20. | Panama (PAN) | 94 – 79 | Szenegál (SEN) |  |
| 1968. október 20. | (48–29)      |         |                |  |

A 13–16. helyért
| 1968. október 22. | Dél-Korea (KOR) | 76 – 59 | Szenegál (SEN) |  |
| 1968. október 22. | (37–28)         |         |                |  |

A 15. helyért
| 1968. október 23. | Szenegál (SEN) | 42 – 38 | Marokkó (MAR) |  |
| 1968. október 23. | (24–18)        |         |               |  |

| Csapat         | Helyezés |
| -------------- | -------- |
| Szenegál (SEN) | 15.      |